# Panduru, Tulcea
Panduru (în trecut Poturu) este un sat în comuna Baia din județul Tulcea, Dobrogea, România.